# Tetrahedron (časopis)
Tetrahedron je nedeljni recenzirani naučni časopis koji pokriva polje organske hemije. Po podacima Journal Citation Reports, ovaj časopis je 2014. godine imao faktor impakta od 2,641.Tetrahedron i Elsevier, njegova izdavačka kuća, organizuju godišnji simpozijum.

## Spoljašnje veze
- Zvanični veb-sajt